# Subhi Mehmed Efendi
Subhi Mehmed Efendi (? - 1769) fou un historiador otomà conegut pel pseudònim de Subhi. Va exercir diversos càrrecs importants a l'administració. El 1739 fou nomenat cronista oficial i el seu accés a altres càrrecs li va facilitar manejar molta documentació, però tenia massa feina i va haver de renunciar a ser cronista el 1743. D'aquestos quatre anys va escriure una crònica que és una mina d'informació sobre diversos temes especialitzats de la cort i de les relacions internacionals; les dades són detallades i dignes de fe.